# Danh sách đảo Hà Lan
Dưới đây là danh sách các đảo tại Hà Lan:
- Noorderhaaks
- Texel
- Vlieland
- Richel
- Terschelling
- Griend
- Ameland
- Rif
- Engelsmanplaat
- Schiermonnikoog
- Simonszand
- Rottumerplaat
- Rottumeroog
- Zuiderduintjes
- Dordrecht Island
- Goeree-Overflakkee
- Hoeksche Waard
- IJsselmonde
- Kaag
- Kagerplassen
- Rozenburg
- Tiengemeten
- Voorne-Putten

- Neeltje-Jans, artificial island
- Noord-Beveland
- Schouwen-Duiveland
- Sint Philipsland
- Tholen
- Walcheren
- Zuid-Beveland

- Flevoland hoặc Flevopolder
- IJsseloog
- Marken
- Pampus
- Vuurtoreneiland
- Wieringen, Schokland Urk
- Aruba
- Bonaire
- Camia
- Cow and Calf
- Curaçao
- Green Island
- Guana Cay
- Hen and Chicken
- Indiaanskop
- Isla Makuka
- Kadoesji
- Key Cay
- Klein Bonaire
- Klein Curaçao
- Little Island
- Little Key
- Long Cay
- Mal Aborder
- Meeuwtje
- Mollibeday Rots
- Mona Island
- Pelican Island
- Penso
- Rancho
- Ronde Island
- Saba
- Sint Eustatius
- Sapaté Eiland
- Sint Maarten
- Willemberg